# Father Figures
 (mai 2021).
Si vous disposez d'ouvrages ou d'articles de référence ou si vous connaissez des sites web de qualité traitant du thème abordé ici, merci de compléter l'article en donnant les références utiles à sa vérifiabilité et en les liant à la section « Notes et références ».
Pour plus de détails, voir Fiche technique et Distribution.
Father Figures ou Figures paternelles au Québec est une comédie américaine réalisée par Lawrence Sher et sortie en 2017.

## Synopsis
Kyle et Peter Reynolds sont deux frères inséparables élevés par leur mère excentrique depuis la mort de leur père. Un jour, elle leur apprend qu'elle leur a menti et que leur père est toujours vivant. Trahi par le mensonge de leur mère, Peter et Kyle décident de le rechercher. Leur quête leur permettra non seulement de rencontrer peut-être leur vrai père, parmi plusieurs prétendants, mais aussi de mieux connaître leur propre mère.

## Fiche technique
- Titre original : Father Figures
- Titre français : Bastards
- Titre québécois : Figures paternelles
- Réalisation : Lawrence Sher
- Scénario : Justin Malen
- Photographie : John Lindley
- Montage : Dana E. Glauberman
- Musique : Rob Simonsen
- Producteurs : Ali Bell, Broderick Johnson, Andrew A. Kosove, Tom Pollock et Ivan Reitman
- Sociétés de production : Alcon Entertainment et The Montecito Picture Company
- Société de distribution : Warner Bros. Pictures
- Pays d'origine :  États-Unis
- Format : couleur
- Genres : Comédie
- Durée : 113 minutes
- Dates de sortie : 
  -  États-Unis : 22 décembre 2017
  -  France : 23 décembre 2017 (VOD)

## Distribution
- Owen Wilson (VQ : Antoine Durand) : Kyle Reynolds
  - Alexander G. Eckert : Kyle jeune
- Ed Helms (VQ : Frédéric Paquet) : Peter Reynolds
  - Ivan Mallon : Peter jeune
- J.K. Simmons (VQ : Pierre Chagnon) : Roland Hunt
- Glenn Close (VQ : Anne Caron) : Helen Baxter
- Christopher Walken (VF : Michel Voletti) : Dr Walter Tinkler
- Terry Bradshaw : lui-même
- Ving Rhames : Rod Hamilton
- Katt Williams (VQ : Louis-Philippe Dandenault) : l'auto-stoppeur
- Jack McGee (VQ : Marc Bellier) : Kevin
- Harry Shearer : Gene Baxter
- June Squibb : Mme Hunt
- Retta : Annie
- Katie Aselton (VF : Christèle Billault ; VQ : Marika Lhoumeau) : Sarah O’Callaghan
- Brian Huskey : Joel
- Ryan Cartwright : Liam O'Callaghan
- Ali Wong (VF : Céline Legendre-Herda) : Ali